# Clase Mitscher
La clase Mitscher fue un tipo experimental de destructor construido para la Armada de los Estados Unidos poco después de la Segunda Guerra Mundial. Considerablemente mayores que los destructores previos, debía haber sido la primera clase de destructores de la postguerra, pero fueron redesignados durante su construcción como destructores líderes de flotilla (DL). Asignados entre 1953-1954, dos sirvieron hasta 1969, y fueron desguazados a comienzos de la década de 1970. Los otros dos, fueron convertidos en destructores lanzamisiles guiados (DDG), y sirvieron hasta 1978, y fueron desguazados en 1980.  

## Descripción
Los cuatro Mitscher fueron pedidos el 3 de agosto de 1948 y fueron nombrados en honor de almirantes estadounidenses de la Segunda Guerra Mundial. Cada uno de los buques, desplazaba 3331 t en rosca, 3 642 t estándar y 4855 t apc, con una eslora máxima de 494 pies (151 m), una manga de 50 pie (15 m) un calado de 26 pie (8 m).
Cada buque, utilizaba un sistema de propulsión distinta, para determinar el mejor curso de acción en el diseño de futuros destructores. 
A comienzos de la década de 1960, los clase Mitscher fueron sometidos a la modernización FRAM I, que incluía el reemplazo de sus calderas.

## Lista de destructores de la clase Mitscher
| Nombre                    | Constructor                          | Asignado– Baja | Destino                               | Ref |
| ------------------------- | ------------------------------------ | -------------- | ------------------------------------- | --- |
| USS Mitscher (DL-2)       | Bath Iron Works                      | 1953-1978      | Desguazado el 1 de agosto de 1980     |     |
| USS John S. McCain (DL-3) | Bath Iron Works                      | 1953-1978      | Desguazado el 13 de diciembre de 1979 |     |
| USS Willis A. Lee (DL-4)  | Bethlehem Steel, Fore River Shipyard | 1954-1969      | Desguazado el 1 de junio de 1973      |     |
| USS Wilkinson (DL-5)      | Bethlehem Steel, Fore River Shipyard | 1954-1969      | Desguazado el 1 de junio de 1975      |     |